# Індійська каліграфія

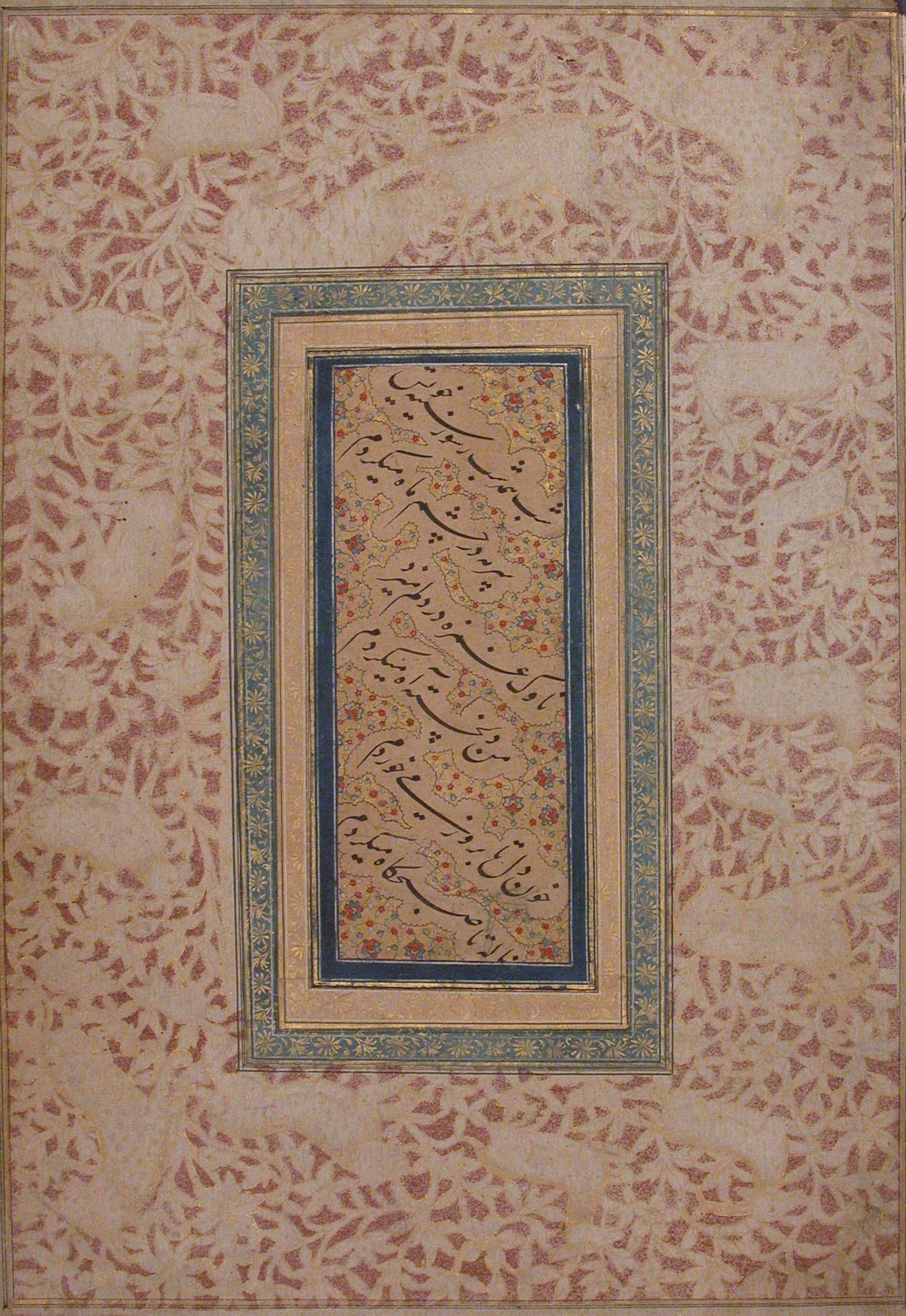
Індійська каліграфія XVII ст., художник Біхітр. Музей мистецтва Метрополітен
.

Індійська каліграфія — мистецтво гарного письма в Індії.

## Історія

### Рання каліграфія (IIIст. до н.е.— VIст. н. е.)
Найдавнішими збереженими пам'ятками індійської писемності є написи древнього індійського царя Ашоки, нанесені на кам'яні колони. Важливими різновидами писемності стали кхароштхі та брахмі. Починаючи з II століття н. е., в Індії використовувалася береста. Берестяна кора в Індії називалася словом Bhojpatra, де patra означає аркуш або кору на санскриті. Пальмове листя використовували замість паперу. Листя використовувалися повсюдно, тому що воно було гарною та зручною поверхнею для письма. Це сприяло витонченому і фігурного почерку — інакше кажучи, каліграфії. Використовувалися обидві сторони листя, а самі листки накладалися одне на одного. Потім у листі робили отвори і з'єднували їх мотузкою. Так створювали ранні індійські рукописи, поширені в Південно-Східній Азії того часу.

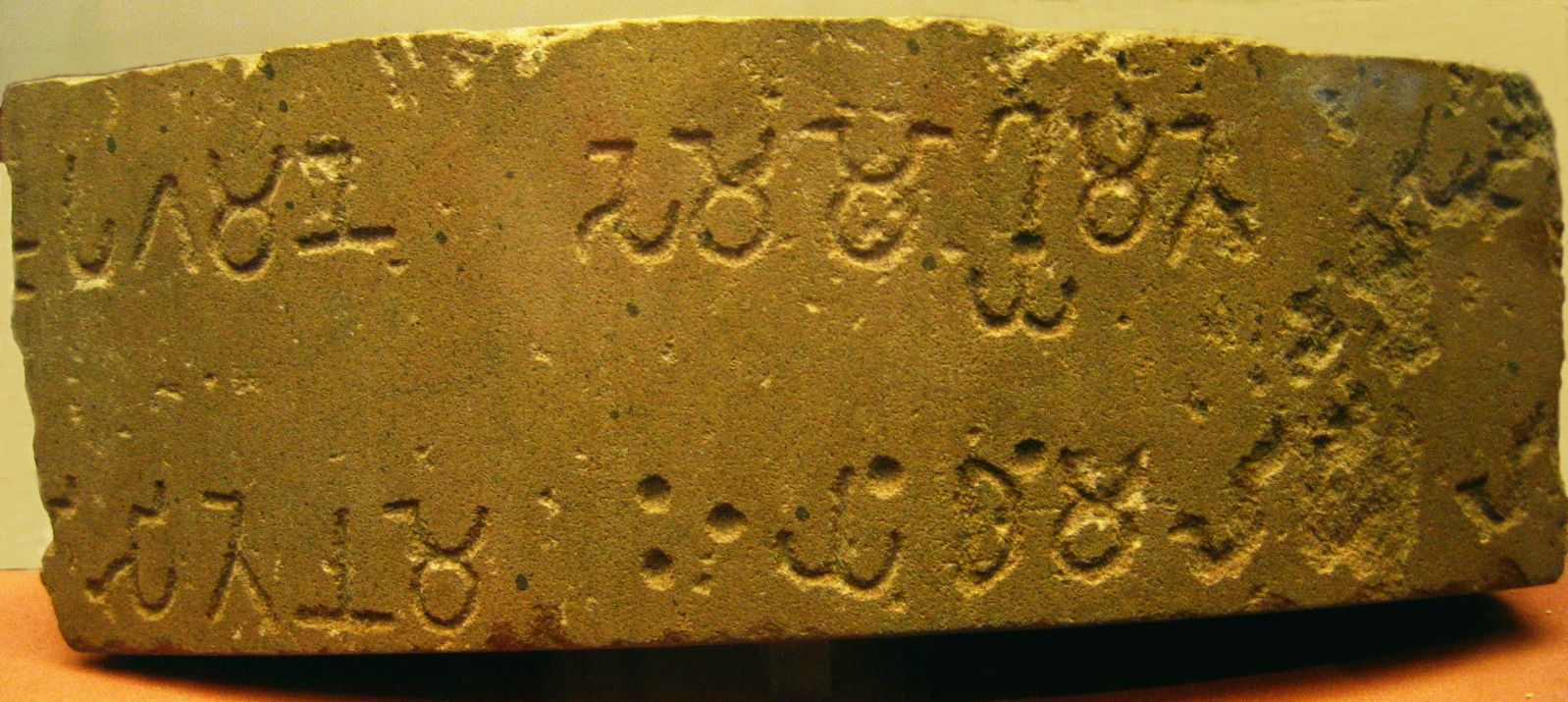
Фрагмент напису на шостій колоні Ашоки.

### Середньовіччя (VI—XVIст.)
Індійська каліграфія почала поширюватися світом бл. 500 р. н. е., коли індійські торговці, колоністи, військові авантюристи, буддійські ченці та місіонери розповсюдили індійську писемність з Південно-Східної Азії в Центральній Азії. Велика кількість концепцій та ідей з'явилася у проміжку з кінця 400-х років до кінця 1400-х років, за 1000 років. Гілгітсове листя — найранішня помітна форма каліграфії в Індії, яка датується V і VI століттями. Найбільш ранні намальовані обкладинки манускриптів були створені між VII і IX століттями, а найперший ілюстрований рукопис у Південній Азії з'явився лише близько X століття.
Перський вплив породив унікальний і важливий різновид індійської каліграфії, хоча в Індії вже існувало безліч каліграфічних традицій, а індійське письмо докорінно відрізнялося від того, що використовувалося в арабських і перських традиціях. Помітні досягнення Моголів, зокрема, витончені рукописи, які зазвичай були автобіографіями та хроніками знаті.

### Сучасний період (XVI століття— теперішній час)
З XVI століття сикхізм зіграв істотну роль в історії індійської каліграфії. Сикхи за традицією переписували свою священну книгу «Гуру Грантх Сахіб» вручну, оздоблюючи її ілюстраціями.
Мета індійської каліграфії це не просто спілкування. Каліграфія допомагала членам спільноти об'єднатися не тільки за допомогою мови, але і в інших аспектах життя. Багата спадщина каліграфії була дуже важливою, оскільки книгодрукування в індійських країнах ще не набуло популярності. Каліграфія зближувала людей, уніфікуючи спосіб спілкування. Хоча в наш час вона використовується як форма мистецтва, до XVI століття каліграфія була необхідна для спілкування.

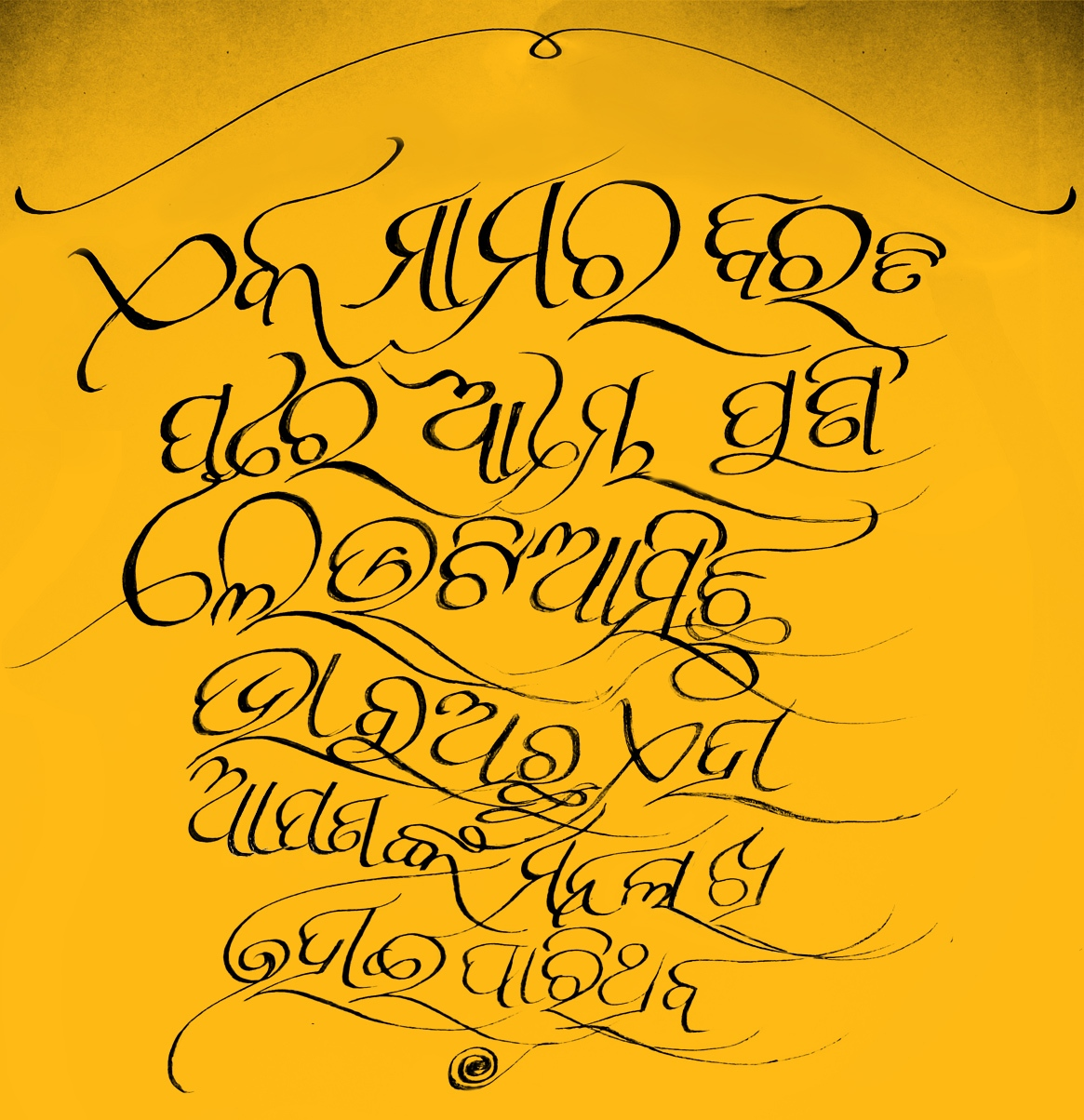
Каліграфічний напис орія

## Особливості індійської каліграфії
Каліграфія в Індії найчастіше застосовується для оздоблення священних текстів. Деякі члени чернечих громад були навчені каліграфії та відповідали за переписування релігійних текстів. Джайни ілюстрували рукописи, присвячені святим джайнізму. Ці рукописи були виготовлені з недорогого матеріалу, наприклад, пальмового листя і берести, і включали вишукані каліграфічні написи.